# Ocotepec, Yaonáhuac
Ocotepec är en ort i Mexiko.   Den ligger i kommunen Yaonáhuac och delstaten Puebla, i den sydöstra delen av landet, 180 km öster om huvudstaden Mexico City. Ocotepec ligger 1 305 meter över havet och antalet invånare är 136.
Terrängen runt Ocotepec är varierad. Runt Ocotepec är det ganska tätbefolkat, med 199 invånare per kvadratkilometer. Närmaste större samhälle är Teziutlan, 15,6 km sydost om Ocotepec. I omgivningarna runt Ocotepec växer huvudsakligen savannskog.